# Mount Cory
Mount Cory és una població dels Estats Units a l'estat d'Ohio. Segons el cens del 2000 tenia 203 habitants.

## Demografia
Segons el cens del 2000, Mount Cory tenia 203 habitants, 80 habitatges, i 61 famílies. La densitat de població era de 206,3 habitants/km².
Dels 80 habitatges en un 32,5% hi vivien nens de menys de 18 anys, en un 62,5% hi vivien parelles casades, en un 8,8% dones solteres, i en un 23,8% no eren unitats familiars. En el 21,3% dels habitatges hi vivien persones soles l'11,3% de les quals corresponia a persones de 65 anys o més que vivien soles. El nombre mitjà de persones vivint en cada habitatge era de 2,54 i el nombre mitjà de persones que vivien en cada família era de 2,9.
Per edats la població es repartia de la següent manera: un 27,1% tenia menys de 18 anys, un 5,4% entre 18 i 24, un 31% entre 25 i 44, un 23,2% de 45 a 60 i un 13,3% 65 anys o més.
L'edat mediana era de 39 anys. Per cada 100 dones de 18 o més anys hi havia 92,2 homes.
La renda mediana per habitatge era de 40.833 $ i la renda mediana per família de 45.000 $. Els homes tenien una renda mediana de 37.500 $ mentre que les dones 21.250 $. La renda per capita de la població era de 20.250 $. Cap de les famílies i l'1% de la població estaven per davall del llindar de pobresa.

## Poblacions més properes
El següent diagrama mostra les poblacions més properes.